# Спаровування

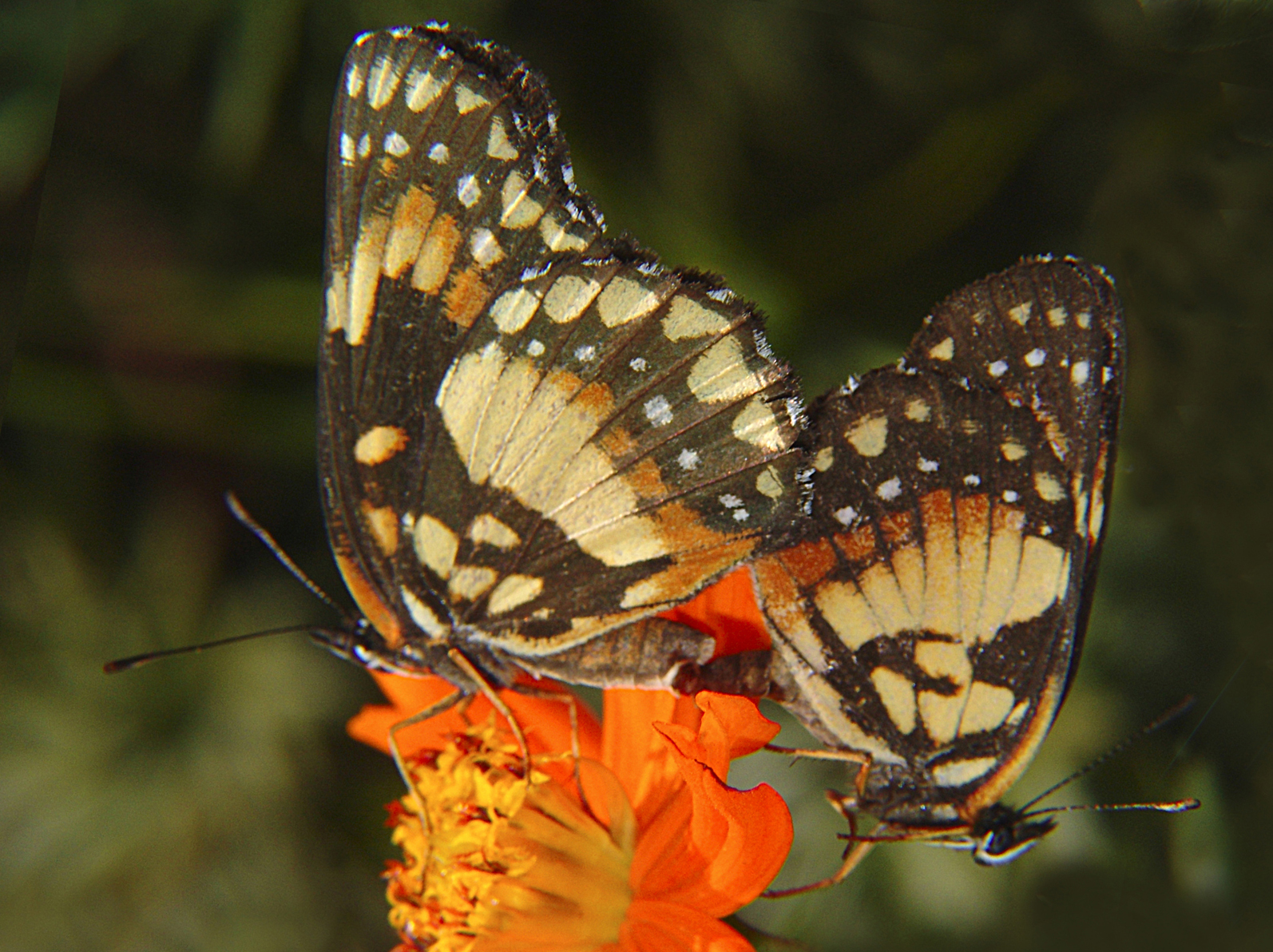
Копуляція метеликів Chlosyne lacinia

Спарювання, парування — утворення пар організмів протилежної статі або гермафродитів з метою копуляції та, у випадку соціальних тварин, вирощування потомства, що може включати будівництво гнізда або іншого сховища, висиджування яєць, годування та доглядання за дитинчатами. У тварин, спаровування поділяють на випадкове, асортативне і дисортативне. У вузькому сенсі термін «спарювання» можна вживати як синонім терміна «копуляція».